# رضا زواني
رضا زواني  (1968 الجزائر) هو لاعب كرة قدم جزائري.